# Список млекопитающих Того
Это список видов млекопитающих, зарегистрированных в Того. В Того насчитывается 195 видов млекопитающих, из которых нет видов, находящихся на грани исчезновения, 4 — под угрозой исчезновения, 8 являются уязвимыми и 3 вида близки к уязвимому положению.
Следующие теги используются для выделения статуса сохранения каждого вида по оценке МСОП:
- — вымершие в дикой природе виды
- — исчезнувшие в дикой природе, представители которых сохранились только в неволе
- — виды на грани исчезновения (в критическом состоянии)
- — виды под угрозой исчезновения
- — уязвимые виды
- — виды, близкие к уязвимому положению
- — виды под наименьшей угрозой
- — виды, для оценки угрозы которым не хватает данных

Некоторые виды были оценены с использованием более ранних критериев. Виды, оцененные с использованием этой системы, имеют следующие категории вместо угрожаемых и наименее опасных:
| LR/cd | Lower risk/conservation dependent | Виды, которые были в центре внимания программ сохранения и, возможно, перешли в категорию более высокого риска, если эта программа была прекращена. |
| LR/nt | Lower risk/near threatened        | Виды, которые близки к тому, чтобы классифицироваться как уязвимые, но не являются объектом программ сохранения.                                    |
| LR/lc | Lower risk/least concern          | Виды, для которых не существует идентифицируемых рисков.                                                                                            |

## Подкласс:Звери

### Инфракласс:Eutheria

#### Отряд:Даманы(даманы)
- Семейство: Дамановые
  - Род: Древесные даманы

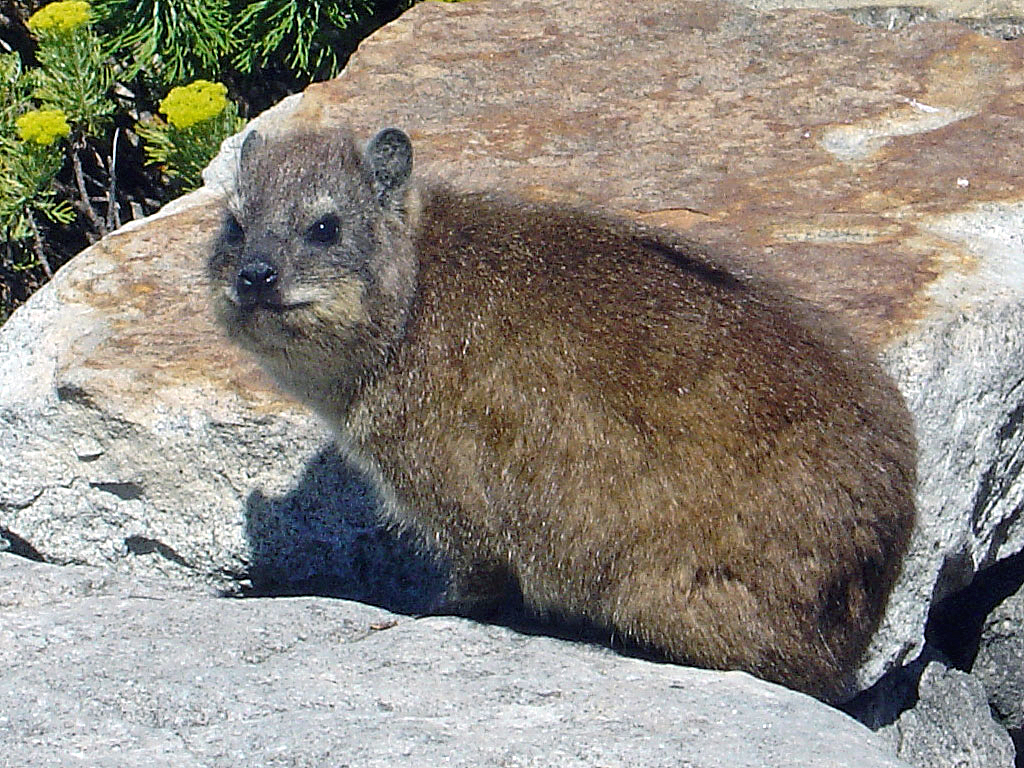
Капский даман

    - Западный даман, Dendrohyrax dorsalis LC

  - Род: Скалистые даманы
    - Капский даман, Procavia capensis LC

#### Отряд:Хоботные(слоны)
- Семейство: Слоновые (слоны)
  - Род: Африканские слоны

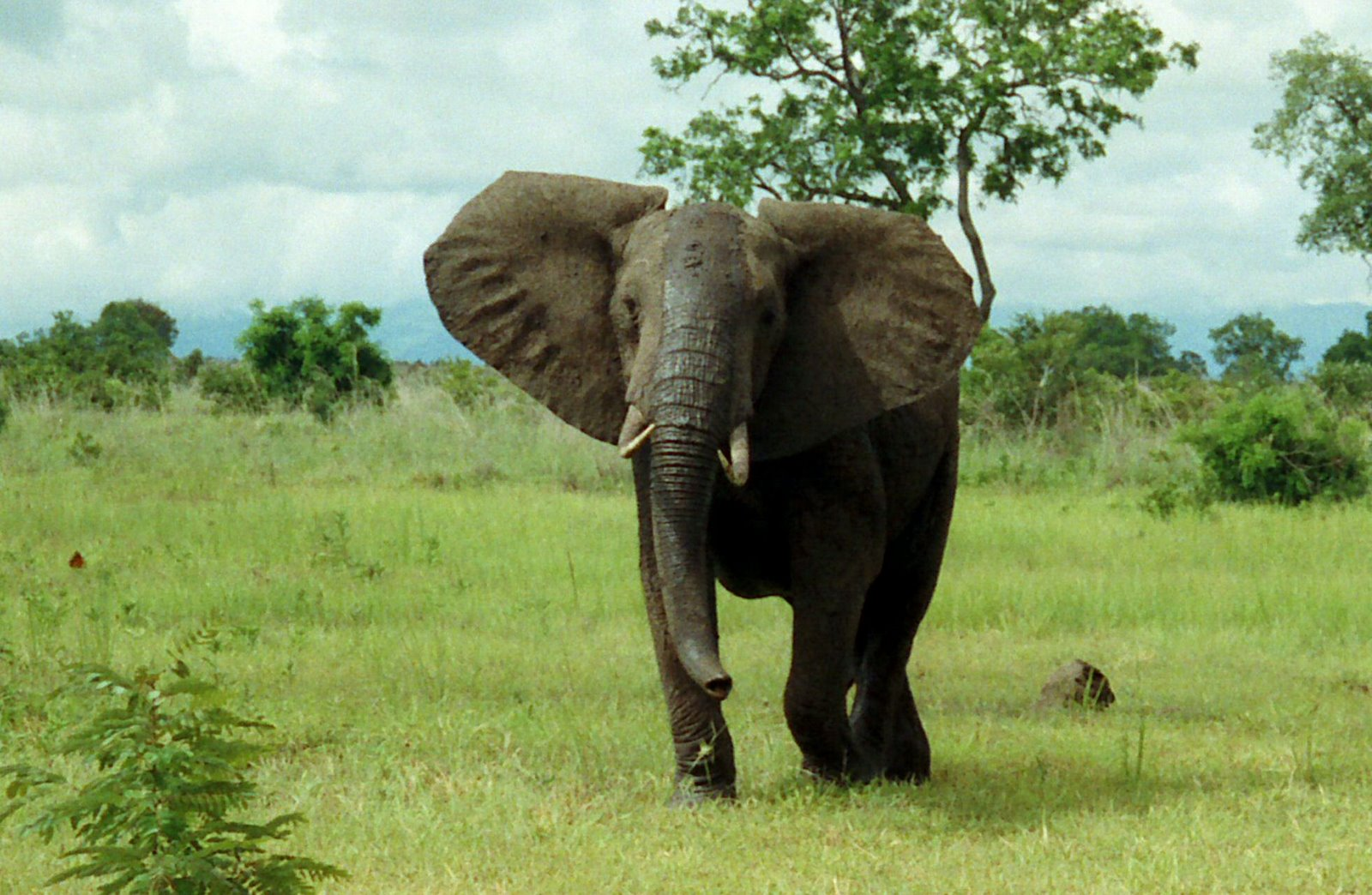
Саванный слон

    - Саванный слон, Loxodonta africana VU

#### Отряд:Сирены(ламантины и дюгони)
- Семейство: Ламантиновые
  - Род: Ламантины
    - Африканский ламантин, Trichechus senegalensis VU

#### Отряд:Приматы
- Подотряд: Мокроносые приматы
  - Инфраотряд: Лориобразные
    - Семейство: Лориевые (лори)
      - Род: Потто

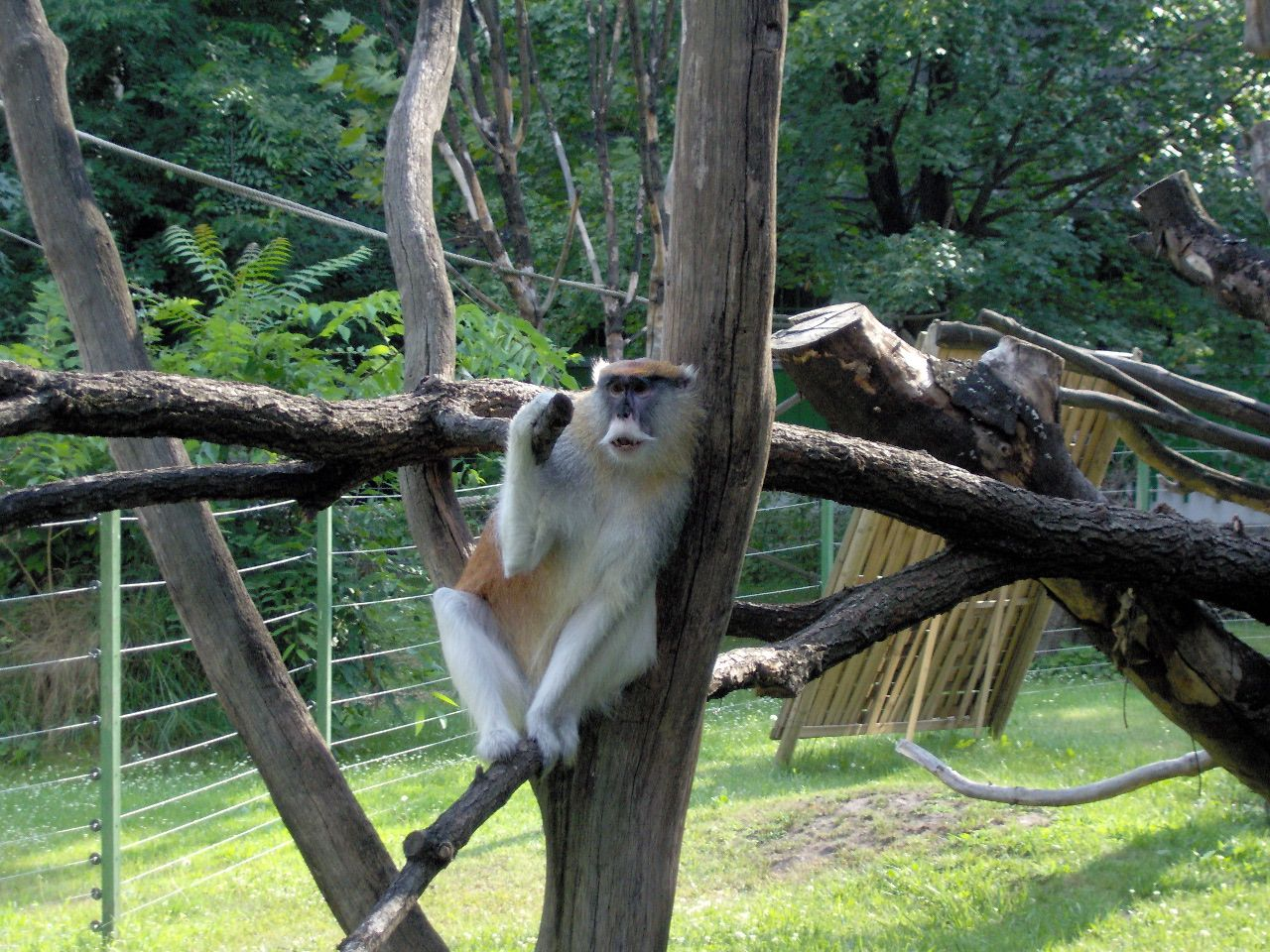
Мартышка-гусар

        - Обыкновенный потто, Perodicticus potto LR/lc

    - Семейство: Галаговые
      - Род: Галаго
        - Галаго Демидова, Galagoides demidoff LR/lc
        - Сенегальский галаго, Galago senegalensis LR/lc
- Подотряд: Сухоносые приматы
  - Инфраотряд: Обезьянообразные
    - Парвотряд: Узконосые обезьяны
      - Надсемейство: Собакоголовые
        - Семейство: Мартышковые (Обезьяны Старого Света)
          - Род: Мартышки-гусары
            - Мартышка-гусар, Erythrocebus patas LR/lc

          - Род: Верветка
            - Танталусская мартышка Chlorocebus tantalus LR/lc

          - Род: Мартышки
            - Мартышка диана, Cercopithecus diana EN
            - Краснобрюхая мартышка, Cercopithecus erythrogaster EN
            - Мартышка мона, Cercopithecus mona LR/lc
            - Большая белоносая мартышка, Cercopithecus nictitans LR/lc
            - Малая белоносая мартышка, Cercopithecus petaurista LR/lc

          - Род: Павианы
            - Павиан анубис, Papio anubis LR/lc

          - Подсемейство: Тонкотелые обезьяны
            - Род: Колобусы
              - Королевский колобус, Colobus polykomos LR/nt
              - Белоногий колобус, Colobus vellerosus VU

            - Род: Procolobus
              - Зелёный колобус, Procolobus verus LR/nt

      - Надсемейство: Человекообразные обезьяны
        - Семейство: Гоминиды (люди)
          - Подсемейство: Гоминины
            - Триба: Гоминини
              - Род: Люди
                - Человек разумный, Homo sapiens LR/lc

              - Род: Шимпанзе
                - Обыкновенный шимпанзе, Pan troglodytes EN

#### Отряд:Грызуны(грызуны)
- Подотряд: Дикобразообразные

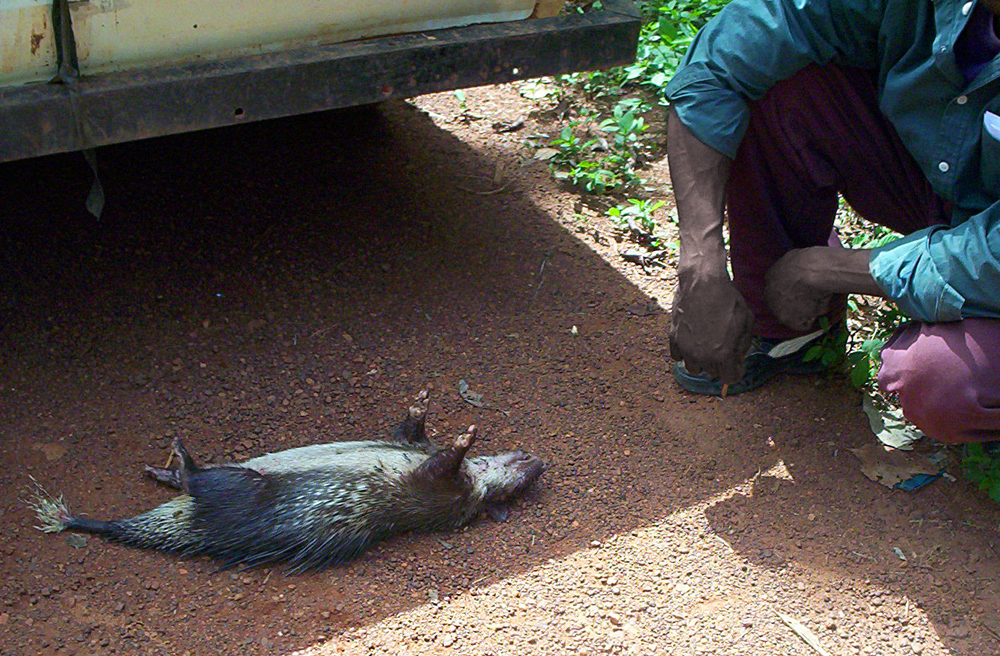
Африканский кистехвостый дикобраз

  - Семейство: Дикобразовые (Дикобразы Старого Света)
    - Род: Кистехвостые дикобразы
      - Африканский кистехвостый дикобраз, Atherurus africanus LC

    - Род: Дикобразы
      - Хохлатый дикобраз, Hystrix cristata LC

  - Семейство: Тростниковокрысиные (тростниковые крысы)
    - Род: Тростниковые крысы
      - Большая тростниковая крыса, Thryonomys swinderianus LC
- Подотряд: Шипохвостообразные
  - Семейство: Шипохвостые
    - Подсемейство: Anomalurinae
      - Род: Шипохвостые летяги
        - Серебристый шипохвост, Anomalurus beecrofti LC
- Подотряд: Белкообразные
  - Семейство: Беличьи (белки)
    - Подсемейство: Xerinae
      - Триба: Xerini
        - Род: Земляные белки
          - Полосатая земляная белка, Xerus erythropus LC

      - Триба: Protoxerini
        - Род: Полосатые белки
          - Оранжевоголовая белка, Funisciurus leucogenys DD
          - Белка Уинтона, Funisciurus substriatus DD

        - Род: Солнечные белки
          - Гамбианская белка, Heliosciurus gambianus LC
          - Красноногая солнечная белка, Heliosciurus rufobrachium LC

        - Род: Масличные белки
          - Масличная белка, Protoxerus stangeri LC

  - Семейство: Соневые (сони)
    - Подсемейство: Graphiurinae
      - Род: Африканские сони
        - Толстохвостая соня, Graphiurus crassicaudatus DD
- Подотряд: Мышеобразные
  - Семейство: Незомииды
    - Подсемейство: Dendromurinae
      - Род: Африканские лазающие мыши
        - Банановая лазающая мышь, Dendromus messorius LC

      - Род: Толстые мыши
        - Северная толстая мышь, Steatomys caurinus LC

    - Подсемейство: Cricetomyinae
      - Род: Хомяковые крысы
        - Гигантская хомяковая крыса, Cricetomys emini LC
        - Гамбийская хомяковая крыса, Cricetomys gambianus LC

  - Семейство: Мышиные (мыши, крысы, полевки, песчанки, хомяки и т. д.)
    - Подсемейство: Деомииновые
      - Род: Иглистые мыши
        - Acomys johannis LC

      - Род: Жёсткошёрстные мыши
        - Ржавобрюхая жёсткошёрстная мышь, Lophuromys sikapusi LC

      - Род: Uranomys
        - Крупнозубая мышь, Uranomys ruddi LC

    - Подсемейство: Песчанковые
      - Род: Tatera
        - Песчанка Кемпа, Tatera kempi LC

      - Род: Taterillus
        - Стройная песчанка, Taterillus gracilis LC

    - Подсемейство: Leimacomyinae
      - Род: Leimacomys
        - Leimacomys buettneri DD

    - Подсемейство: Мышиные
      - Род: Травяные мыши
        - Arvicanthis ansorgei LC
        - Нилотская травяная мышь, Arvicanthis niloticus LC
        - Arvicanthis rufinus LC

      - Род: Лохматоволосые крысы
        - Западная лохматая крыса, Dasymys rufulus LC

      - Род: Африканские лесные мыши
        - Лесная мышь Аллена, Hylomyscus alleni LC

      - Род: Полосатые травяные мыши
        - Полосатая мышь, Lemniscomys striatus LC
        - Lemniscomys zebra LC

      - Род: Многососковые мыши
        - Гвинейская многососковая мышь, Mastomys erythroleucus LC
        - Натальская мышь, Mastomys natalensis LC

      - Род: Домовые мыши
        - Мышь Маттея, Mus mattheyi LC
        - Карликовая мышь, Mus minutoides LC
        - Мышь Петера, Mus setulosus LC

      - Род: Мягковолосые крысы
        - Praomys daltoni LC
        - Praomys derooi LC
        - Крыса Туллберга, Praomys tullbergi LC

      - Род: Stochomys
        - Длиннохвостая крыса, Stochomys longicaudatus LC

#### Отряд:Зайцеобразные(зайцеобразные)
- Семейство: Зайцевые (кролики, зайцы)
  - Род: Зайцы
    - Капский заяц, Lepus capensis LR/lc

#### Отряд:Насекомоядные
- Подотряд: Ежеобразные
  - Семейство: Ежовые (ежи)
    - Подсемейство: Настоящие ежи
      - Род: Африканские ежи
        - Белобрюхий ёж, Atelerix albiventris LR/lc
- Подотряд: Землеройкообразные
  - Семейство: Землеройковые (землеройки)
    - Подсемейство: Белозубочьи
      - Род: Белозубки
        - Асабская белозубка, Crocidura crossei LC
        - Северонигерийская белозубка, Crocidura foxi LC
        - Крошечная белозубка, Crocidura fuscomurina LC
        - Большеголовая белозубка, Crocidura grandiceps NT
        - Белозубка Ламмота, Crocidura lamottei LC
        - Нигерийская белозубка, Crocidura nigeriae LC
        - Белозубка Оливье, Crocidura olivieri LC
        - Белозубка Фрэзера, Crocidura poensis LC
        - Белозубка Во, Crocidura voi LC

      - Род: Лесные белозубки
        - Лазающая белозубка Sylvisorex megalura LC

#### Отряд:Рукокрылые(летучие мыши)
- Семейство: Крылановые (летающие лисицы, летучие мыши Старого Света)
  - Подсемейство: Eidolinae
    - Род: Пальмовые крыланы
      - Пальмовый крылан, Eidolon helvum LC

  - Подсемейство: Rousettinae
    - Род: Эполетовые крыланы
      - Большой эполетовый крылан, Epomophorus gambianus LC

    - Род: Биндемы
      - Эполетовый крылан Франке, Epomops franqueti LC

    - Род: Hypsignathus
      - Молотоголовый крылан, Hypsignathus monstrosus LC

    - Род: Lissonycteris
      - Lissonycteris smithi LC

    - Род: Карликовые эполетовые крыланы
      - Карликовый эполетовый крылан, Micropteropus pusillus LC

    - Род: Ошейниковые крыланы
      - Ошейниковый крылан, Myonycteris torquata LC

    - Род: Nanonycteris
      - Коровьемордый крылан, Nanonycteris veldkampi LC

    - Род: Летучие собаки
      - Египетская летучая собака, Rousettus aegyptiacus LC

  - Подсемейство: Macroglossinae
    - Род: Megaloglossus
      - Африканский длинноязыкий крылан, Megaloglossus woermanni LC
- Семейство: Гладконосые летучие мыши
  - Подсемейство: Myotinae
    - Род: Ночницы
      - Ночница Бокаге, Myotis bocagii LC

  - Подсемейство: Vespertilioninae
    - Род: Гладконосы-бабочки
      - Нигерийский выростогуб, Glauconycteris poensis LC
      - Выростогуб-бабочка, Glauconycteris variegata LC

    - Род: Mimetillus
      - Кожан Молони, Mimetillus moloneyi LC

    - Род: Африканские кожанки
      - Капский нетопырь, Neoromicia capensis LC
      - Гвинейский кожан, Neoromicia guineensis LC
      - Банановый нетопырь, Neoromicia nanus LC
      - Сомалийский кожан, Neoromicia somalicus LC

    - Род: Nycticeinops
      - Гладконос Шлиффена, Nycticeinops schlieffeni LC

    - Род: Домовые гладконосы
      - Scotophilus dinganii LC
      - Scotophilus leucogaster LC
      - Scotophilus nigrita NT
      - Scotophilus viridis LC
- Семейство: Бульдоговые летучие мыши
  - Род: Малые складчатогубы
    - Складчатоухий складчатогуб, Chaerephon major LC
    - Нигерийский складчатогуб, Chaerephon nigeriae LC
    - Карликовый складчатогуб, Chaerephon pumila LC

  - Род: Большие складчатогубы
    - Белогрудый складчатогуб, Mops brachyptera LC
    - Ангольский складчатогуб, Mops condylurus LC
    - Складчатогуб-мидас, Mops midas LC
    - Складчатогуб Спуррелла, Mops spurrelli LC
- Семейство: Футлярохвостые
  - Род: Африканские мешкокрылы
    - Африканский мешкокрыл, Coleura afra LC

  - Род: Могильные мешкокрылы
    - Южноафриканский мешкокрыл, Taphozous mauritianus LC
    - Голобрюхий мешкокрыл, Taphozous nudiventris LC
- Семейство: Щелемордые
  - Род: Щелеморды
    - Щелеморд Бейта, Nycteris arge LC
    - Гамбийский щелеморд, Nycteris gambiensis LC
    - Гигантский щелеморд, Nycteris grandis LC
    - Мохнатый щелеморд, Nycteris hispida LC
    - Большеухий щелеморд, Nycteris macrotis LC
    - Малый щелеморд, Nycteris nana LC
    - Египетский щелеморд, Nycteris thebaica LC
- Семейство: Копьеносые
  - Род: Lavia
    - Желтокрылый ложный вампир, Lavia frons LC
- Семейство: Подковоносые
  - Подсемейство: Rhinolophinae
    - Род: Подковоносы
      - Ганский подковонос, Rhinolophus alcyone LC
      - Дамарский подковонос, Rhinolophus fumigatus LC
      - Подковонос Ландера, Rhinolophus landeri LC

  - Подсемейство: Hipposiderinae
    - Род: Подковогубы
      - Абнский листонос, Hipposideros abae NT
      - Карликовый листонос, Hipposideros beatus LC
      - Каффрский листонос, Hipposideros caffer LC
      - Ганский листонос, Hipposideros cyclops LC
      - Hipposideros gigas LC
      - Красный листонос, Hipposideros ruber LC

#### Отряд:Панголины(панголины)
- Семейство: Панголиновые
  - Род: Ящеры
    - Гигантский ящер, Manis gigantea LR/lc
    - Длиннохвостый ящер Manis tetradactyla LR/lc
    - Белобрюхий ящер, Manis tricuspis LR/lc

#### Отряд:Китообразные(киты)
- Подотряд: Усатые киты
  - Семейство: Полосатиковые
    - Подсемейство: Balaenopterinae
      - Род: Полосатики
        - Северный малый полосатик, Balaenoptera acutorostrata VU
        - Сейвал, Balaenoptera borealis EN
        - Полосатик Брайда, Balaenoptera brydei EN
        - Синий кит, Balaenoptera musculus EN
        - Финвал, Balaenoptera physalus EN

    - Подсемейство: Megapterinae
      - Род: Горбатые киты
        - Горбатый кит, Megaptera novaeangliae VU
- Подотряд: Зубатые киты
  - Надсемейство: Platanistoidea
    - Семейство: Морские свиньи
      - Род: Морские свиньи
        - Обыкновенная морская свинья, Phocoena phocoena VU

    - Семейство: Кашалотовые
      - Род: Кашалоты
        - Кашалот, Physeter macrocephalus VU

    - Семейство: Карликовые кашалоты
      - Род: Карликовые кашалоты
        - Карликовый кашалот, Kogia breviceps DD
        - Малый карликовый кашалот, Kogia sima DD

    - Семейство: Клюворыловые
      - Род: Ремнезубы
        - Тупорылый ремнезуб, Mesoplodon densirostris DD
        - Антильский ремнезуб, Mesoplodon europaeus DD

      - Род: Клюворылы
        - Клюворыл, Ziphius cavirostris DD

    - Семейство: Дельфиновые (морские дельфины)
      - Род: Косатки
        - Косатка Orcinus orca DD

      - Род: Карликовые косатки
        - Карликовая косатка, Feresa attenuata DD

      - Род: Малые косатки
        - Малая косатка, Pseudorca crassidens DD

      - Род: Дельфины-белобочки
        - Белобочка, Delphinus delphis LR/cd
        - Длиннорылая белобочка, Delphinus capensis DD

      - Род: Горбатые дельфины
        - Западноафриканский дельфин, Sousa teuszii  DD

      - Род: Малайзийские дельфины
        - Малайзийский дельфин, Lagenodelphis hosei DD

      - Род: Продельфины
        - Узкорылый продельфин, Stenella attenuata LR/cd
        - Короткорылый продельфин, Stenella clymene DD
        - Полосатый продельфин, Stenella coeruleoalba DD
        - Большелобый продельфин, Stenella frontalis DD
        - Длиннорылый продельфин, Stenella longirostris LR/cd

      - Род: Крупнозубые дельфины
        - Крупнозубый дельфин, Steno bredanensis DD

      - Род: Афалины
        - Афалина, Tursiops truncatus LC

      - Род: Гринды
        - Короткоплавниковая гринда, Globicephala macrorhynchus DD

      - Род: Серые дельфины
        - Серый дельфин, Grampus griseus DD

      - Род: Бесклювые дельфины
        - Широкомордый дельфин, Peponocephala electra DD

#### Отряд:Хищные(хищники)
- Подотряд: Кошкообразные
  - Семейство: Кошачьи (кошки)
    - Подсемейство: Малые кошки
      - Род: Гепарды
        - Гепард, Acinonyx jubatus CR

      - Род: Каракалы
        - Каракал, Caracal caracal LC

      - Род: Кошки

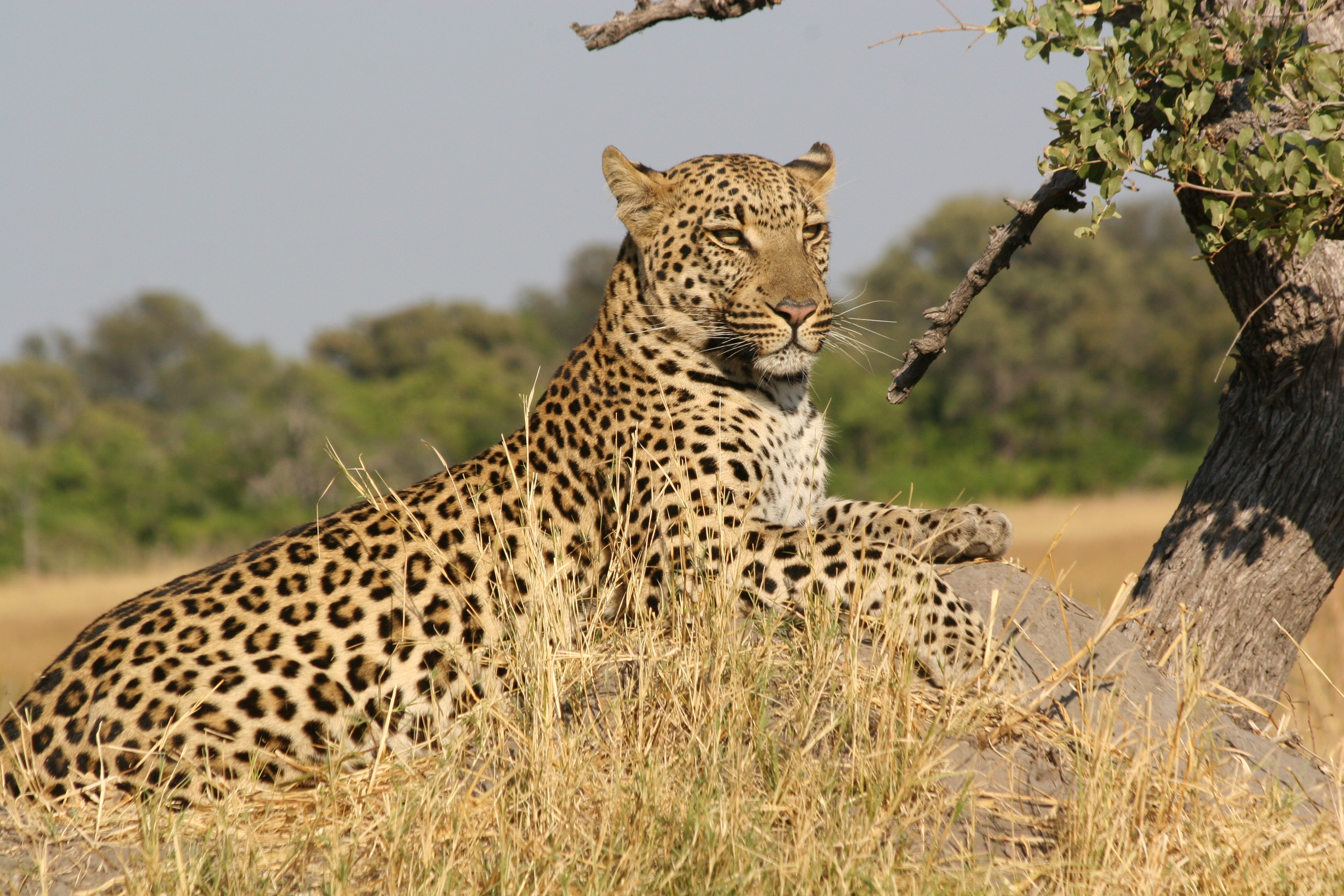
Африканский леопард

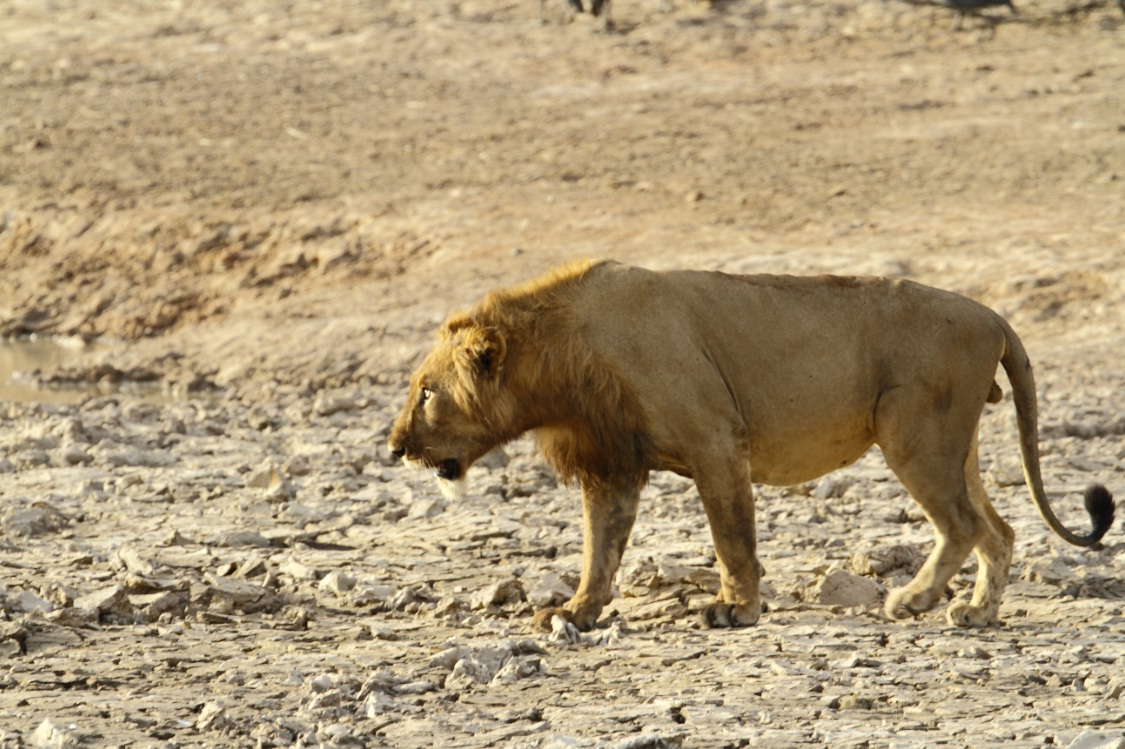
Сенегальский лев

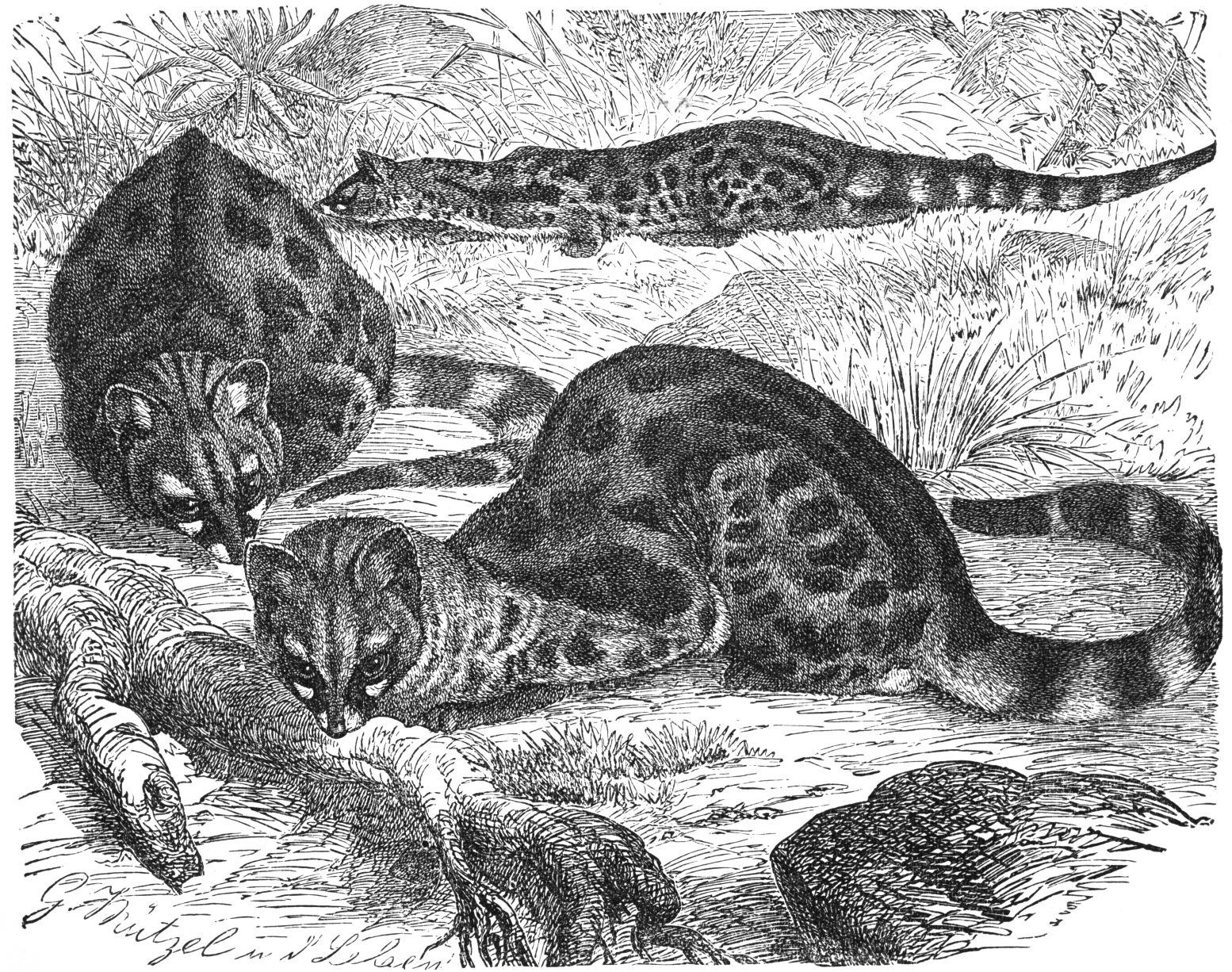
Обыкновенная генетта

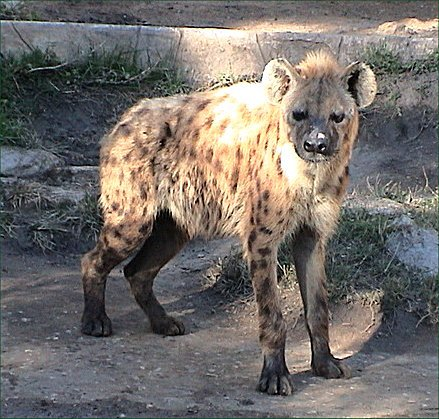
Пятнистая гиена

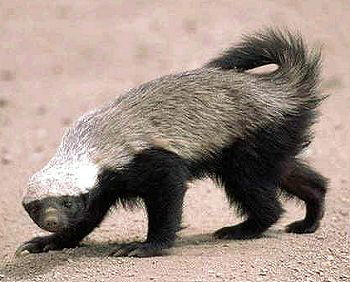
Медоед

        - Лесная кошка, Felis silvestris LC

      - Род: Сервалы
        - Сервал, Leptailurus serval LC

      - Род: Золотые кошки
        - Золотая кошка, Profelis aurata VU

    - Подсемейство: Большие кошки
      - Род: Пантеры
        - Сенегальский лев, Panthera leo senegalensis CR
        - Африканский леопард, Panthera pardus pardus NT

  - Семейство: Виверровые (циветты, мангусты и т. д.)
    - Подсемейство: Viverrinae
      - Род: Генетты
        - Обыкновенная генетта, Genetta genetta LR/lc
        - Пятнистая генета, Genetta maculata LR/lc
        - Ложная генета, Genetta thierryi LR/lc

  - Семейство: Нандиниевые
    - Род: Пальмовые циветы
      - Пальмовая цивета, Nandinia binotata LR/lc

  - Семейство: Мангустовые (мангусты)
    - Род: Африканские мангусты
      - Стройный мангуст, Galerella sanguinea LR/lc

    - Род: Мангусты
      - Египетский мангуст, Herpestes ichneumon LR/lc

    - Род: Полосатые мангусты
      - Гамбийский мангуст, Mungos gambianus DD

  - Семейство: Гиены (гиены)
    - Род: Пятнистые гиены
      - Пятнистая гиена, Crocuta crocuta LC — возможно вымерший
- Подотряд: Собакообразные
  - Семейство: Псовые (собаки, лисы)
    - Род: Волки
      - Полосатый шакал, Canis adustus LC

    - Род: Гиеновидные собаки
      - Гиеновидная собака, Lycaon pictus CR — возможно вымерший

  - Семейство: Куньи (куньи)
    - Род: Африканские хорьки
      - Африканский хорёк, Ictonyx striatus LR/lc

    - Род: Mellivora
      - Медоед, Mellivora capensis LR/lc

    - Род: Hydrictis
      - Белогорлая выдра, Lutra maculicollis LC

#### Отряд:Парнокопытные(парнокопытные)
- Семейство: Свиньи (свиньи)
  - Подсемейство: Phacochoerinae
    - Род: Бородавочники

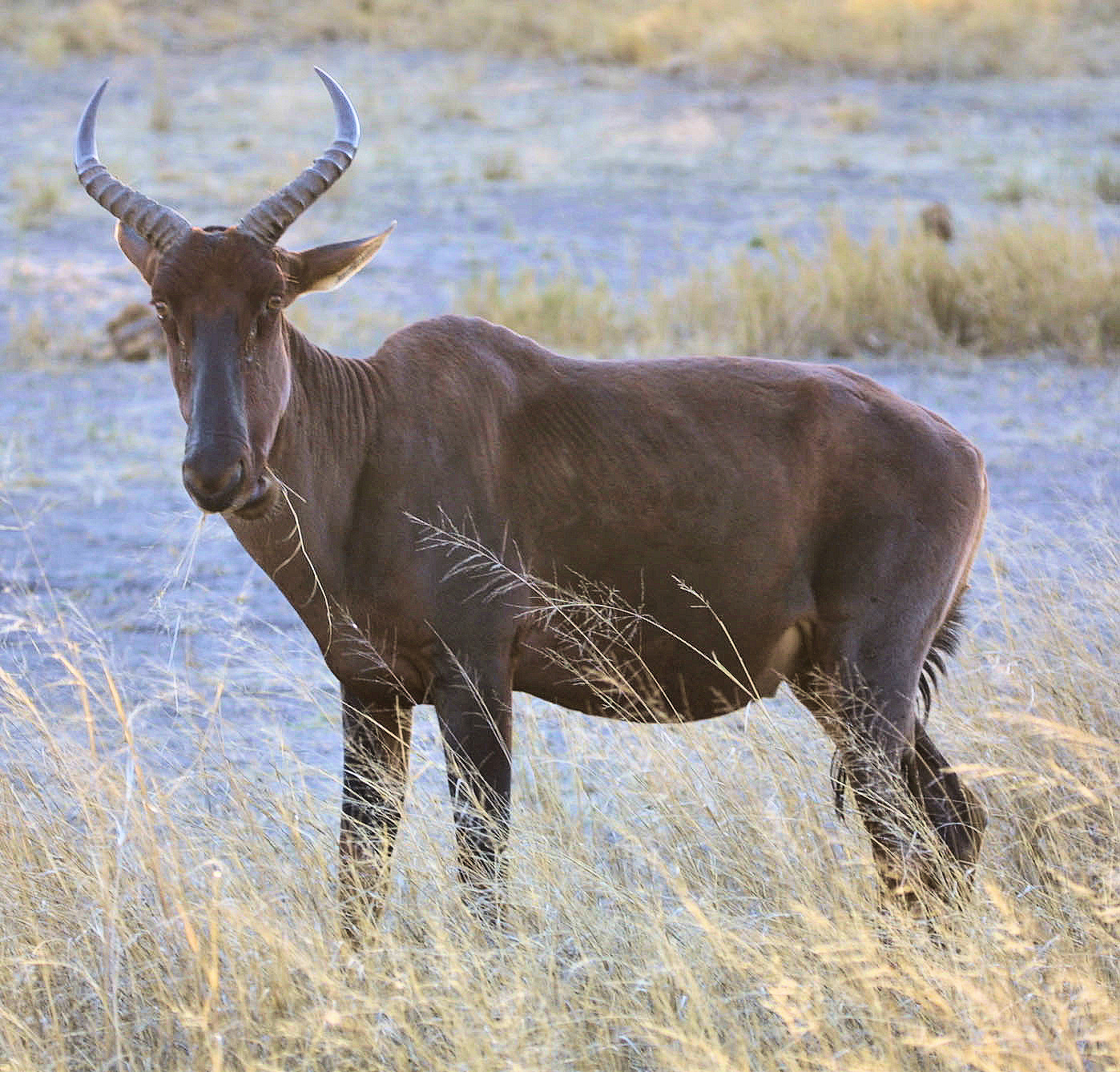
Топи

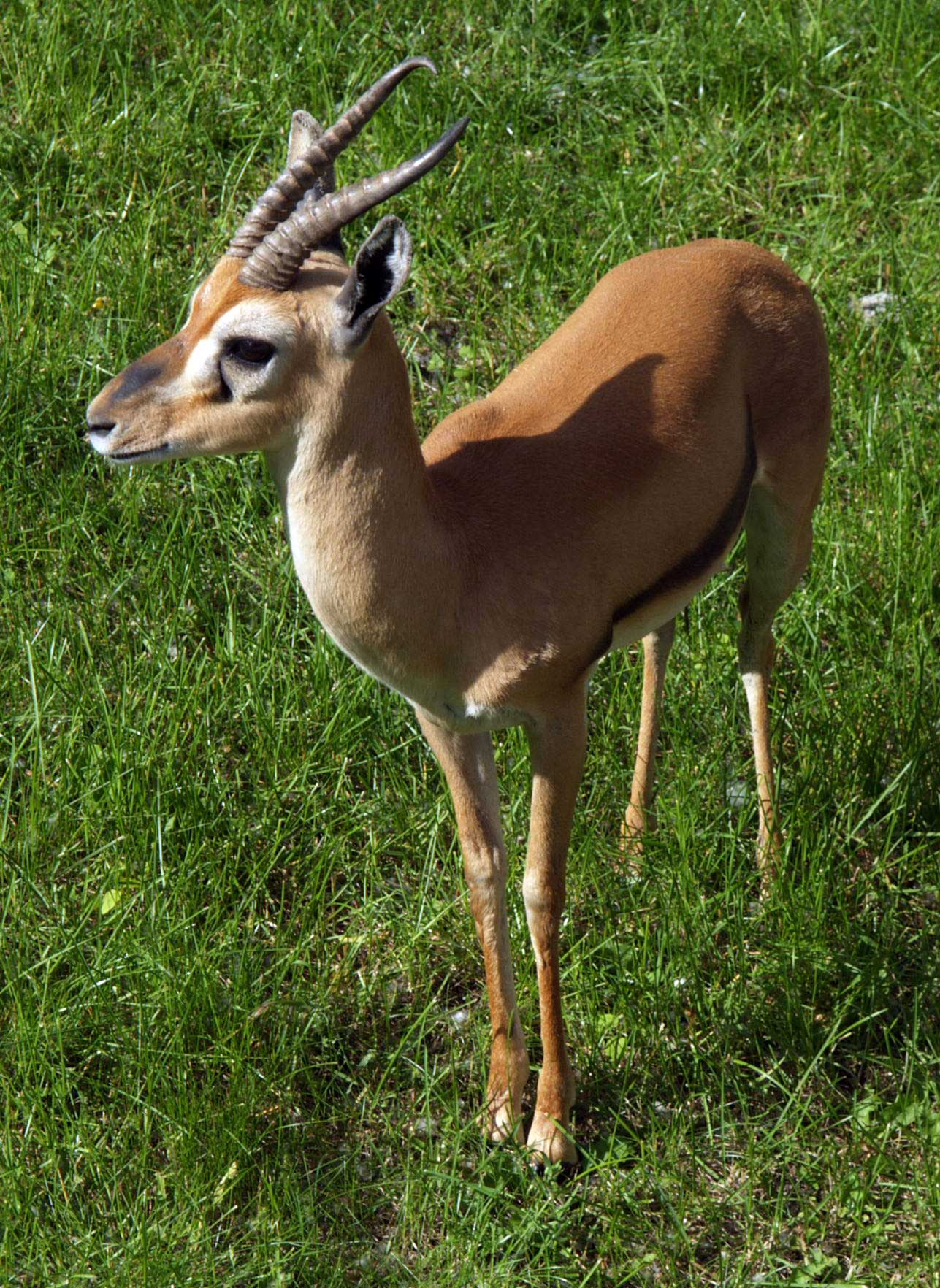
Краснолобая газель

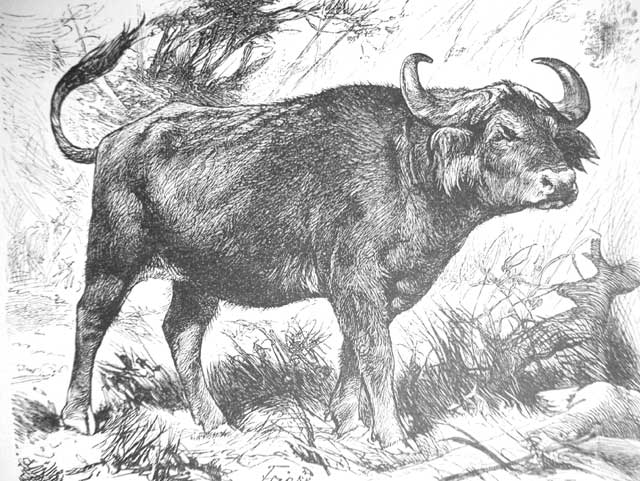
Африканский буйвол

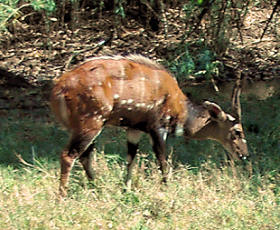
Бушбок

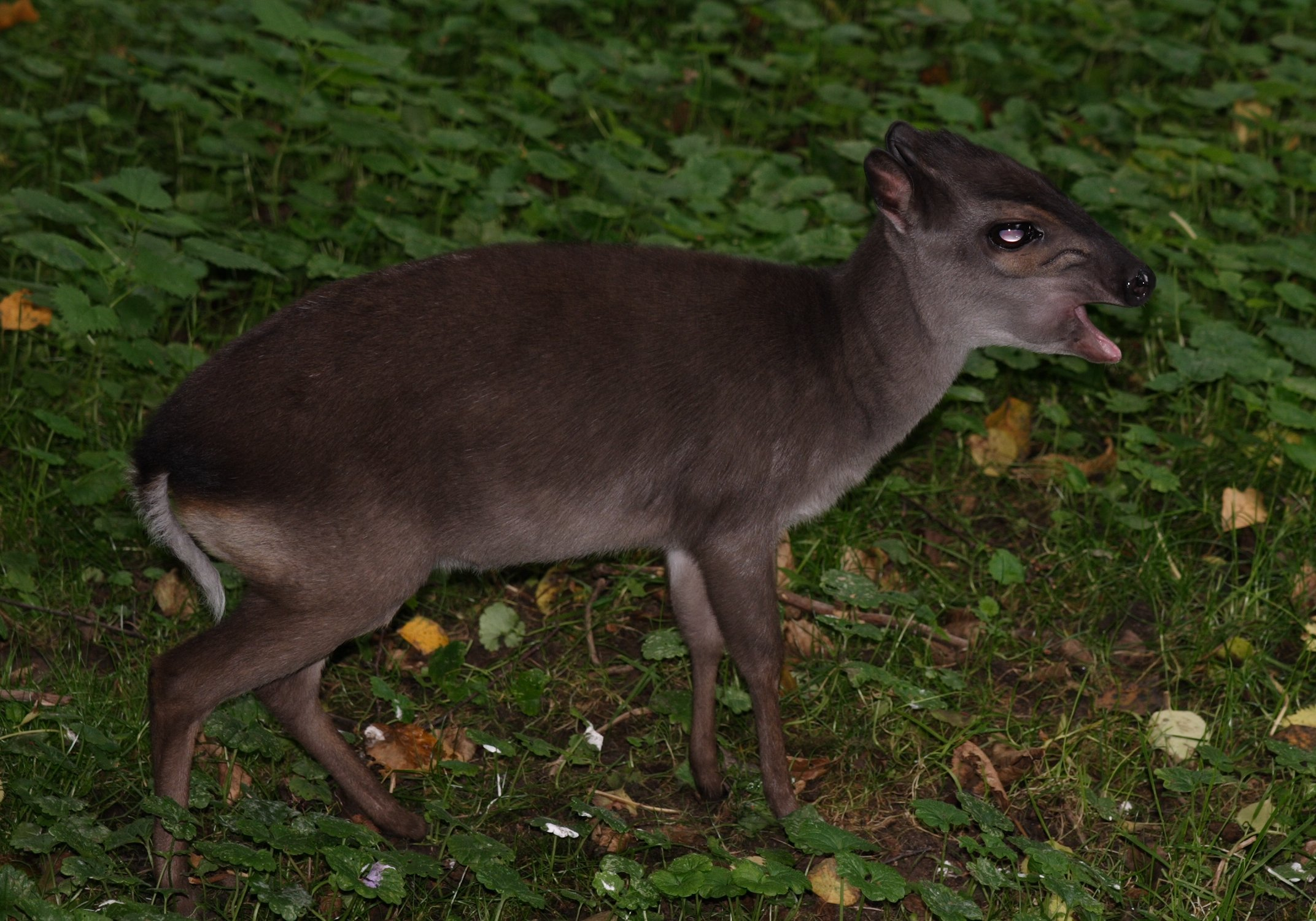
Голубой дукер

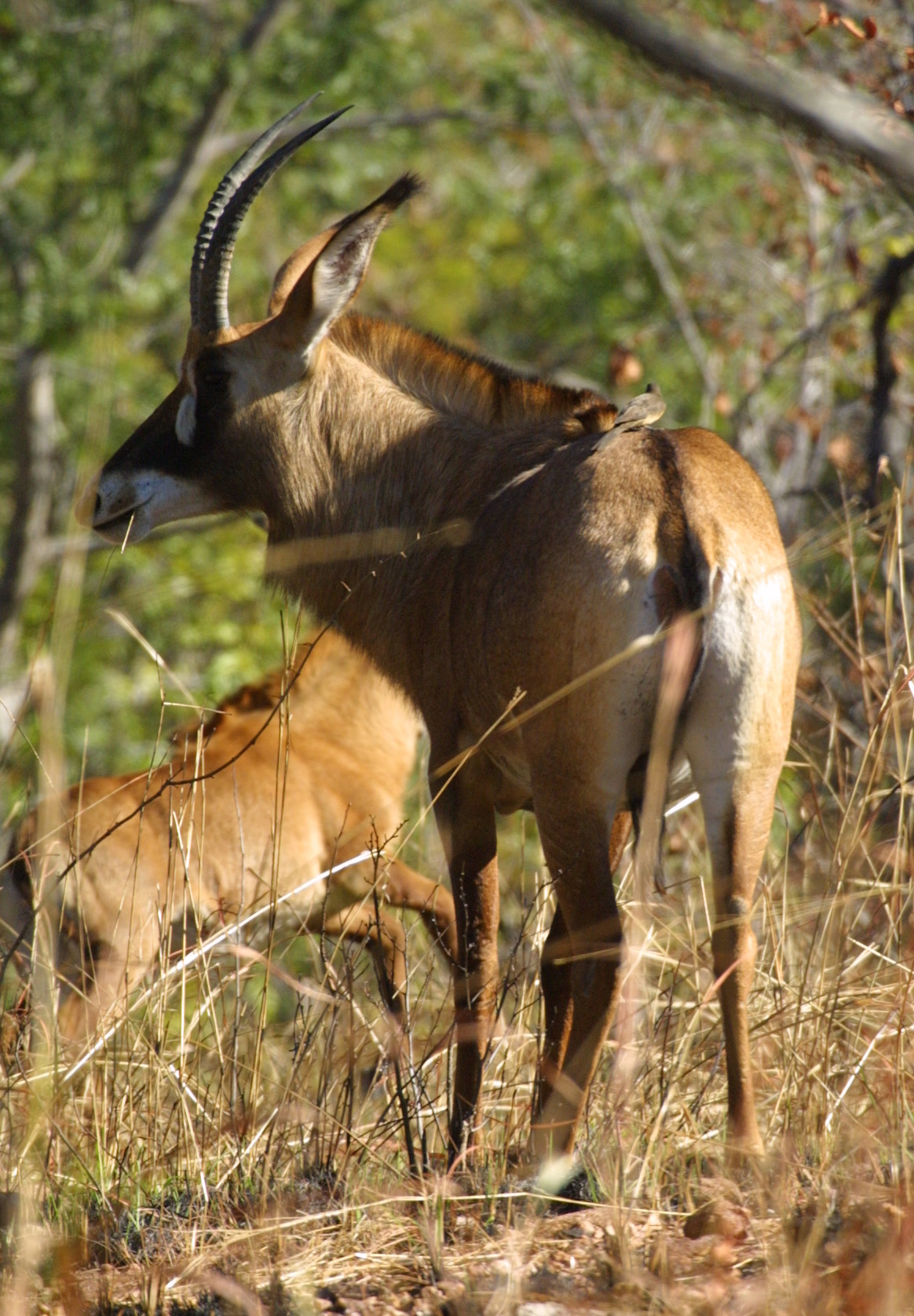
Лошадиная антилопа

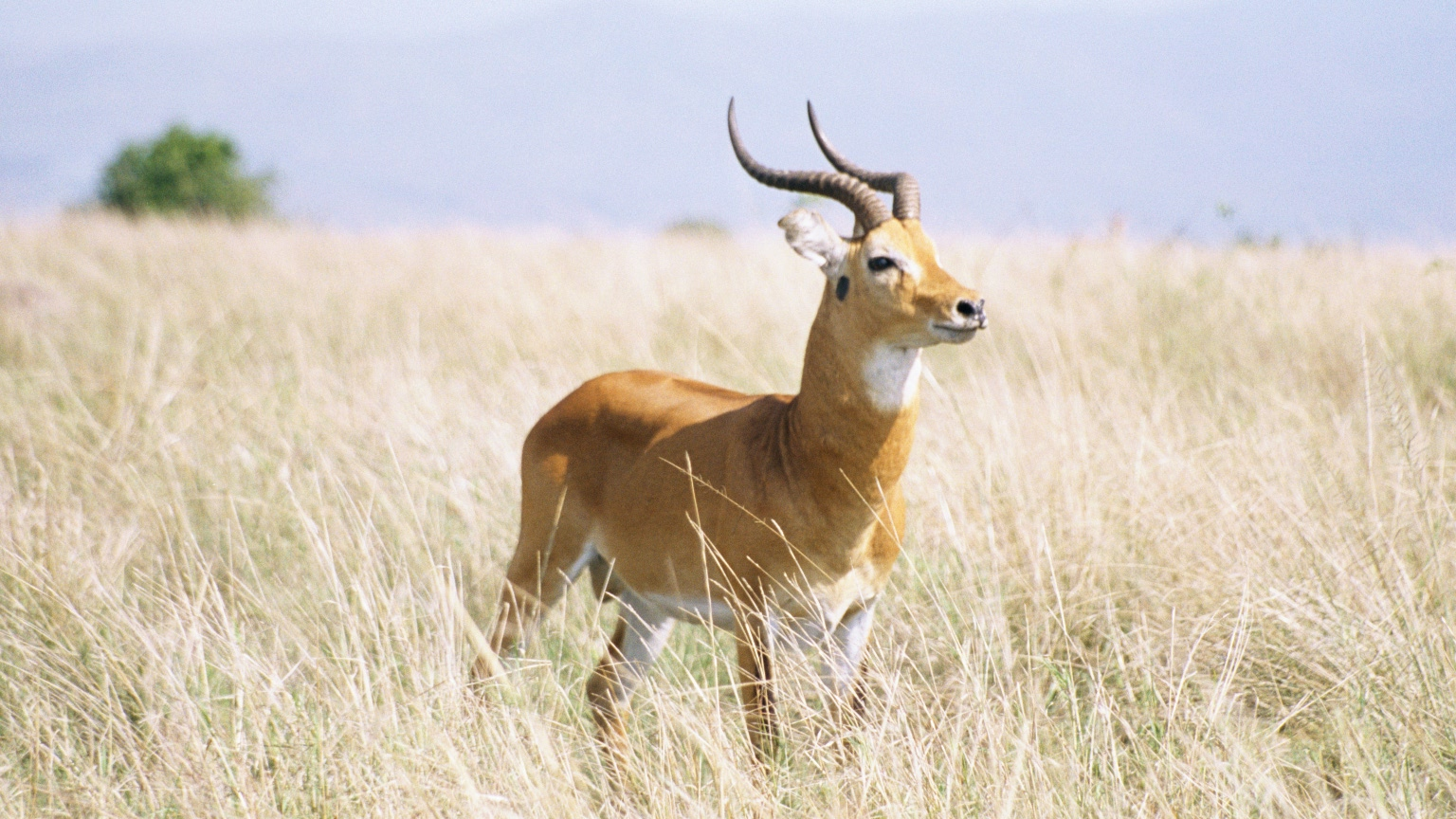
Коб

      - Бородавочник, Phacochoerus africanus LR/lc

  - Подсемейство: Suinae
    - Род: Кистеухие свиньи
      - Кистеухая свинья, Potamochoerus porcus LR/lc
- Семейство: Бегемотовые (бегемоты)
  - Род: Бегемоты
    - Обыкновенный бегемот, Hippopotamus amphibius VU
- Семейство: Оленьковые
  - Род: Водяные оленьки
    - Водяной оленёк, Hyemoschus aquaticus DD
- Семейство: Полорогие (крупный рогатый скот, антилопы, овцы, козы)
  - Подсемейство: Бубалы
    - Род: Конгони
      - Хартбист, Alcelaphus buselaphus LR/cd

    - Род: Лиророгие бубалы
      - Топи, Damaliscus lunatus LR/cd

  - Подсемейство: Настоящие антилопы
    - Род: Газели
      - Краснолобая газель, Gazella rufifrons VU

    - Род: Ориби
      - Ориби, Ourebia ourebi LR/cd

  - Подсемейство: Бычьи
    - Род: Африканские буйволы
      - Африканский буйвол, Syncerus caffer LR/cd

    - Род: Канны
      - Западная канна, Tragelaphus derbianus LR/nt

    - Род: Лесные антилопы
      - Бонго, Tragelaphus eurycerus LR/nt
      - Бушбок, Tragelaphus scriptus LR/lc
      - Ситатунга, Tragelaphus spekii LC — возможно вымерший

  - Подсемейство: Дукеры
    - Род: Philantomba
      - Дукер Максвелла, Philantomba maxwellii LR/nt
      - Голубой дукер, Philantomba monticola LR/lc

    - Род: Лесные дукеры
      - Черноспинный дукер, Cephalophus dorsalis LR/nt
      - Чёрный дукер, Cephalophus niger LR/nt
      - Рыжебокий дукер, Cephalophus rufilatus LR/cd
      - Желтоспинный дукер, Cephalophus silvicultor LR/nt

    - Род: Sylvicapra
      - Кустарниковый дукер, Sylvicapra grimmia LR/lc

  - Подсемейство: Саблерогие антилопы
    - Род: Лошадиные антилопы
      - Лошадиная антилопа, Hippotragus equinus LR/cd

  - Подсемейство: Водяные козлы
    - Род: Водяные козлы
      - Обыкновенный водяной козёл, Kobus ellipsiprymnus LR/cd
      - Коб, Kobus kob LR/cd

    - Род: Редунки
      - Обыкновенный редунка, Redunca redunca LR/cd